# フラン・メリダ
フラン・メリダ (Fran Mérida) ことフランシスコ・メリダ・ペレス（Francisco Mérida Pérez, 1990年3月4日 - ）は、スペイン・カタルーニャ州バルセロナ県バルセロナ出身のサッカー選手。天津津門虎足球倶楽部所属。ポジションはミッドフィールダー。妹のサラ・メリダはRCDエスパニョール・フェメニなどでプレーする女子サッカー選手である。

## 経歴

### FCバルセロナ
カタルーニャ州バルセロナ県バルセロナに生まれ、8歳の時に地元のFCバルセロナの下部組織 (ラ・マシア) に入団した。2005年9月にクラブを離れ、代理人のホセバ・ディアスによってクラブの目の届かない場所に移され、FCバルセロナにまったく補償なしにイングランドに旅立つ可能性があるとの推測を呼んだ。メリダの両親はFCバルセロナの下部組織に所属する選手のことを心配し、若手選手はより良い機会を掴むのが良いことだと考えた。この結果、彼らはセスク・ファブレガスの代理人でもあるディアスに接触し、彼は即座にレアル・マドリードやACミランやアーセナルFCに警笛を鳴らした。FCバルセロナの懸念はメリダが一切の補償なしにアーセナルFCに加入するという形で具現化した。メリダはまだ、FCバルセロナとはプロ契約を行っていなかった。
2007年10月9日、メリダは「プロ契約以前に連絡が取れなくなったこと」を理由に、FCバルセロナに対して約320万ユーロの補償金の支払いを求められた。スペインのクラブより1年早く、17歳の誕生日からプロ契約を締結することができるイングランドのクラブにとって、裁判所のこの決定はとても重大な言外の意味を示すものであった。マドリードを拠点に活動する法律家のロドリゴ・ガルシアは「イングランドのクラブはスペインのクラブの若手選手と契約する前によく考えないといけない。これは重要な規則だ」と反応した。

### アーセナルFC
2007年3月4日、17歳の誕生日にアーセナルFCと正式な契約を結んだ。2006年8月、ボレアム・ウッドFCとのプレシーズンマッチでトップチームデビューし、その試合で得点を挙げている。公式戦のデビュー戦は、2007年9月25日に行われたカーリングカップ3回戦のニューカッスル戦 (2-0) であり、メリダはこの試合の91分に途中出場している。同大会4回戦のシェフィールド・ユナイテッドFC戦 (3-0) 、準々決勝のブラックバーン戦 (3-2) にも途中出場した。2008年4月3日、メリダはアーセナルとの契約を延長し、アーセナルでの未来を確かなものとしたが、契約期間は公表されていない。彼はメリダのことを「まったく驚嘆すべき選手だ」と表現したアーセン・ベンゲル監督に、チームでより重要な役割を担うことを期待された。

#### レアル・ソシエダへのレンタル移籍
2007年12月27日、スペイン・セグンダ・ディビシオン（2部）のレアルのイニャキ・バディオラ会長候補は、彼が就任した暁にはメリダをレンタルで獲得すると主張した。バディオラは2008年1月4日に正式に会長に就任し、1月9日にはメリダのレアルへのレンタル移籍が取りまとめられた。メリダは2007-08シーズン終了までに17試合に出場して1得点を挙げ、6アシストを記録している 。

#### アーセナルFCへの復帰
2008年夏にアーセナルに復帰し、9月23日にカーリングカップのシェフィールド・ユナイテッドFC戦 (6-0) に出場して2008-09シーズンのスタートを切った。11月にホームのエミレーツ・スタジアムで行われた同大会のウィガン戦 (3-0) では左ウイングとして先発出場し、試合終了までプレーした。2009年3月、ベンゲル監督は「彼はとても、とてもよくやっている。練習中の彼は本当によく見えるし、その間は常に力強さを感じるよ」とメリダを称えた。プレミアリーグ初出場となったのは、19歳の誕生日である3月4日のウェスト・ブロムウィッチ・アルビオンFC戦 (3-1) であり、サミル・ナスリとの交代で8分間だけ出場した。ポーツマス戦でも途中出場し、2008-09シーズンはリーグ戦2試合に出場してシーズンを終えた。

#### 2009-10シーズン
2009年夏にはUEFA U-19欧州選手権に出場した。プレシーズンのエミレーツ・カップ準決勝のアトレティコ・マドリード戦では、67分にアーロン・ラムジーとの交代で途中出場し、決勝のレンジャーズFC戦では先発出場してエドゥアルド・ダ・シルヴァの得点をアシストした。アーセナルはこの試合に3-0で勝利し、2年ぶりにエミレーツ・カップを手にした。メリダはトップチームに登録され、背番号46を得た。2009-10シーズンのプレミアリーグ第2節のポーツマス戦では70分から途中出場した。その後、セオ・ウォルコットが着けていた背番号32に格上げされた。カーリングカップのリヴァプール戦では公式戦初得点を挙げた。ペナルティエリアの端から放ったシュートがポストをかすめ、GKジエゴ・カバリエリを超えてゴールに吸い込まれた。試合後、ベンゲル監督はメリダがリーガ・エスパニョーラのレバンテにレンタル移籍する寸前まで至ったことを明らかにし、彼の能力を考えて最後のところで思いとどまったことを明かした。メリダの契約は2010年6月に終了するため、彼は新契約についてクラブと対話し、契約延長を望んでいると話した。その頃、アトレティコ・マドリードのエンリケ・セレソ会長は、メリダとアーセナルとの交渉がうまくいかなかった場合に、メリダをスペインに連れ戻すことに興味を示した。11月5日、アーセナルは、新契約についてメリダと口頭では合意したが、まだ契約書にはサインしていないことを明らかにした。アトレティコがメリダに対する興味を公にしてから、ベンゲル監督は「我々と彼らとの違いは、我々は法律で許される方法を取っていることだ。我々は規則で許される方法で最高の選手を得ようとしている」とアトレティコを非難した。メリダはFAカップのウェストハム戦に出場し、2-1で勝利した。2010年1月17日、ボルトン戦 (2-0) では62分にクレイグ・イーストモンドに代わって途中出場し、77分にプレミアリーグ初得点となる得点を挙げた。2009-10シーズン終了後、メリダはアーセナルとの契約延長を拒否した。

### アトレティコ・マドリード
2010年5月28日、アトレティコ・マドリードはフリートランスファーでメリダと4年契約を結ぶことを公式に発表した。10月27日、コパ・デル・レイのUDラス・パルマス戦 (5-0) で移籍後初得点を挙げた。12月16日のバイエル・レバークーゼン戦 (1-1) ではファーストタッチで得点を挙げた。それはアトレティコでの3得点目であったが、レバークーゼンに敗れてUEFAヨーロッパリーグからの敗退が決まった。
2011年夏に就任したグレゴリオ・マンサーノ監督に戦力外として扱われたため、2011年8月28日、ポルトガルのSCブラガにレンタル移籍した。11月3日のUEFAヨーロッパリーグ・NKマリボル戦で移籍後初得点を挙げたが、リーグ戦の出場は5試合153分間にとどまった。ブラガのレオナルド・ジャルディム監督はレンタル期間途中でメリダとの契約を解消し、2012年1月にアトレティコ・マドリードに復帰した。

### エルクレス
2012年8月8日、エルクレスCFに4年契約で移籍した。

### アトレチコ・パラナエンセ
2013年2月、アトレチコ・パラナエンセに1年契約で移籍した。

### ウエスカ
2015年1月30日、SDウエスカに加入した。

### オサスナ
2016年7月21日、CAオサスナに移籍した。

### エスパニョール
2020年8月19日、RCDエスパニョールに2年契約で移籍した。

### 天津津門虎
2022年8月5日、天津津門虎足球倶楽部に移籍した。

## 代表経歴
2007年にはU-17スペイン代表の一員としてUEFA U-17欧州選手権に出場し、優勝を果たした。2007年7月には韓国で開催されたFIFA U-17ワールドカップに出場したが、決勝でナイジェリアにPK戦の末に敗れ、準優勝に終わった。メリダはPK戦の2番手として登場し、シュートをミスしている。2009年9月にはU-20スペイン代表としてエジプトで開催されたFIFA U-20ワールドカップに出場した。8-0と大勝したタヒチ戦では1得点1アシストと輝いた。ナイジェリア戦 (2-0) でも良好なコンディションを続け、2得点を挙げて勝利に貢献した。ベネズエラとのグループリーグ最終戦は欠場し、スペインが3-0で勝利した。決勝トーナメント1回戦のイタリア戦では76分間プレーしたが、敗れて大会を去った。

## 個人成績
2011年12月30日時点
| クラブ                  | シーズン | 国内リーグ | 国内リーグ | 国内リーグ | 国内カップ | 国内カップ | 国内カップ | 欧州カップ | 欧州カップ | 欧州カップ | 通算 | 通算 | 通算     |
| クラブ                  | シーズン | 出場       | 得点       | アシスト   | 出場       | 得点       | アシスト   | 出場       | 得点       | アシスト   | 出場 | 得点 | アシスト |
| ----------------------- | -------- | ---------- | ---------- | ---------- | ---------- | ---------- | ---------- | ---------- | ---------- | ---------- | ---- | ---- | -------- |
| アーセナル              | 2007-08  | 0          | 0          | 0          | 3          | 0          | 0          | 0          | 0          | 0          | 3    | 0    | 0        |
| レアル・ソシエダ (Loan) | 2007-08  | 17         | 1          | 6          | 0          | 0          | 0          | 0          | 0          | 0          | 17   | 1    | 6        |
| アーセナル              | 2008-09  | 2          | 0          | 0          | 3          | 0          | 1          | 0          | 0          | 0          | 5    | 0    | 1        |
| アーセナル              | 2009-10  | 4          | 1          | 0          | 3          | 1          | 0          | 1          | 0          | 0          | 8    | 2    | 0        |
| A・マドリード           | 2010-11  | 17         | 0          | 2          | 5          | 2          | 1          | 5          | 1          | 0          | 27   | 3    | 3        |
| ブラガ (Loan)           | 2011-12  | 5          | 0          | 0          | 0          | 0          | 0          | 2          | 1          | 0          | 7    | 1    | 0        |
| 通算                    | 通算     | 45         | 2          | 8          | 14         | 3          | 2          | 8          | 2          | 0          | 67   | 7    | 10       |

## タイトル

### クラブ
アトレティコ・マドリード
- UEFAスーパーカップ : 2010

オサスナ
- セグンダ・ディビシオン : 2018-19

エスパニョール
- セグンダ・ディビシオン : 2020-21

### 代表
U-17スペイン代表
- UEFA U-17欧州選手権 : 2007